# Louis-Toussaint de La Moussaye
Louis-Toussaint de La Moussaye, Louis-Toussaint markiz de La Moussaye, de Lamoussaye (ur. 15 listopada 1778 w Rennes, zm. 29 marca 1854 w Paryżu) – francuski wojskowy, administrator, urzędnik konsularny, dyplomata i polityk.

## Życiorys
Pochodził ze starej rodziny szlacheckiej z korzeniami od 1410. Był synem Wiktora François Gervais, markiza de La Moussaye. Louis-Toussaint w 1791 zaciągnął się do Armii Książęcej, zwanej też Armią Emigrantów, która była wojskiem kontrrewolucyjnym utworzonym poza Francją przez Rojalistów, w celu obalenia Rewolucji Francuskiej, odbudowania Francji i przywrócenia monarchii. W 1794 służąc w Pułku Jersey wziął udział w 1795 w nieudanej ekspedycji do Quiberon. Działania te zakończył w stopniu porucznika angielskiej artylerii. Po powrocie do Francji w okresie konsulatu w 1806 został autoryzowany przez władze Pierwszego Cesarstwa do wstąpienia do Wielkiej Armii, gdzie jako adiutant sztabu IX Korpusu brał udział w kampanii prusko-polskiej. Po zawartym traktacie pokojowym w Tylży został powołany w 1809 jako audytor w Radzie Stanu (auditeur et conseil d'Etat), był zarządzającym Górną Austrią (1809), okręgiem Villach (1809), i Karniolą (1811), mianowany konsulem generalnym w Gdańsku (1812-1813). Potem powrócił do Wielkiej Armii, wziął udział w kampanii w Saksonii i wrócił do Francji pod koniec 1813. W 1814 został mianowany prefektem departamentu Léman. W okresie „100 dni Napoleona” powierzono mu pełnienie funkcji chargé d'affaires ambasady w Petersburgu (1815-1816). Był ministrem pełnomocnym w Hanowerze (1818-1829), posłem w Stuttgarcie (1819-1820) i Monachium (1821-1827), ambasadorem w Holandii (1827-1830). W 1835 został podniesiony do rangi Para Francji, w którym to charakterze w Izbie Wyższej zasiadał do 1848.